# 床呂郁哉
床呂 郁哉（ところ いくや、1965年9月 - ）は、日本の文化人類学者。専門は東南アジア地域の人類学。
東京外国語大学アジア・アフリカ言語文化研究所教授、博士（学術）。

## 学歴
- 1989年3月 - 慶應義塾大学文学部卒業
- 1991年3月 - 東京大学大学院総合文化研究科修士課程修了
- 1995年3月 - 同博士課程中退
- 2012年12月 - 東京大学より博士（学術）学位授与

## 職歴
- 1992年4月 - アテネオ・デ・マニラ大学フィリピン文化研究所客員研究員
- 1995年4月 - 東京大学教養学部 助手
- 1997年4月 - 東京外国語大学アジア・アフリカ言語文化研究所 助手
- 2001年4月 - 同 助教授
- 2015年4月 - 同 教授

## 著書
- ｢変容する空間　再浮上する場所－モダニティの空間と人類学｣西井凉子・田辺繁治（編）『社会空間の人類学』  pp.65-90 世界思想社  2006年3月
- 越境:スールー海域世界から 249 岩波書店 1999
- 知識と力:スールー諸島における「イルム」をめぐる一考察 民俗宗教の地平 (宮家準) 333--346 春秋社 1999

| スタブアイコン | サブスタブ | この項目は、まだ閲覧者の調べものの参照としては役立たない、人物に関連した書きかけの項目です。この項目を加筆・訂正などしてくださる協力者を求めています（P:人物伝/PJ:人物伝）。 |